# MEKO

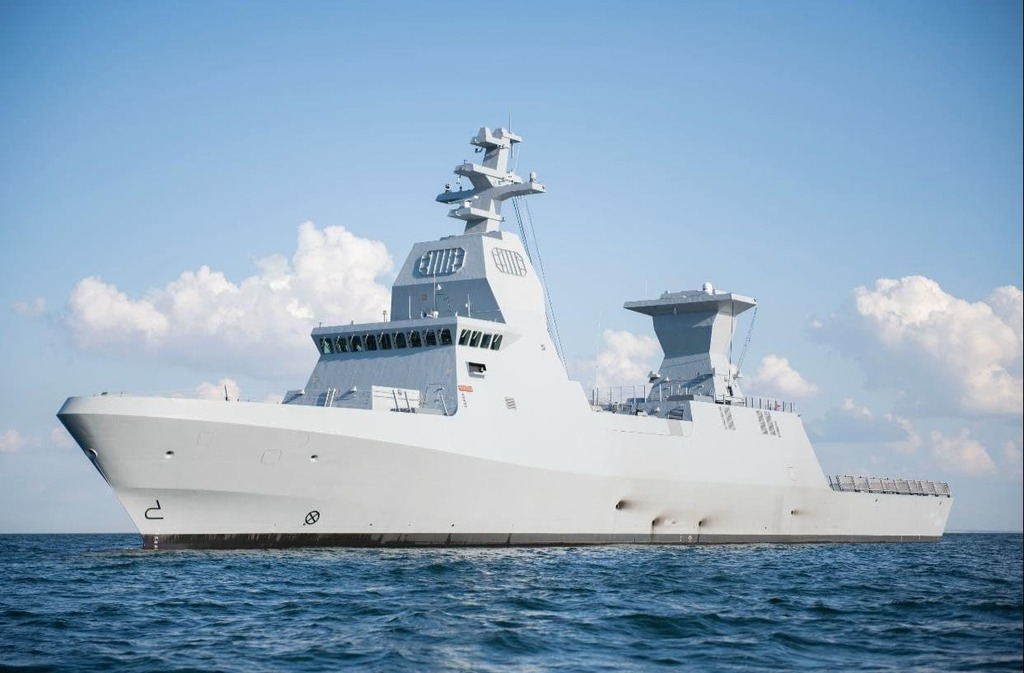
Izraelská korveta Atzmaut třídy Sa'ar 6

MEKO je označení německé rodiny válečných lodí, vyvinutých a produkovaných loděnicí Blohm + Voss (nyní ochranná známka německého koncernu ThyssenKrupp Marine Systems). Typické je pro ně využití modulární konstrukce, zjednodušující jejich stavbu i samotný provoz. Rodina plavidel MEKO zahrnuje hlídkové lodě, korvety a fregaty. Prvním plavidlem, na kterém byl modulární koncept MEKO vyzkoušen, byla nigerjská fregata Aradu z počátku 80. let. Od té doby plavidla různých řad MEKO dosáhla značných exportních úspěchů. Nejnovější generaci lodí rodiny MEKO představují brazilské fregaty třída Tamandaré.

## Varianty

### MEKO 100

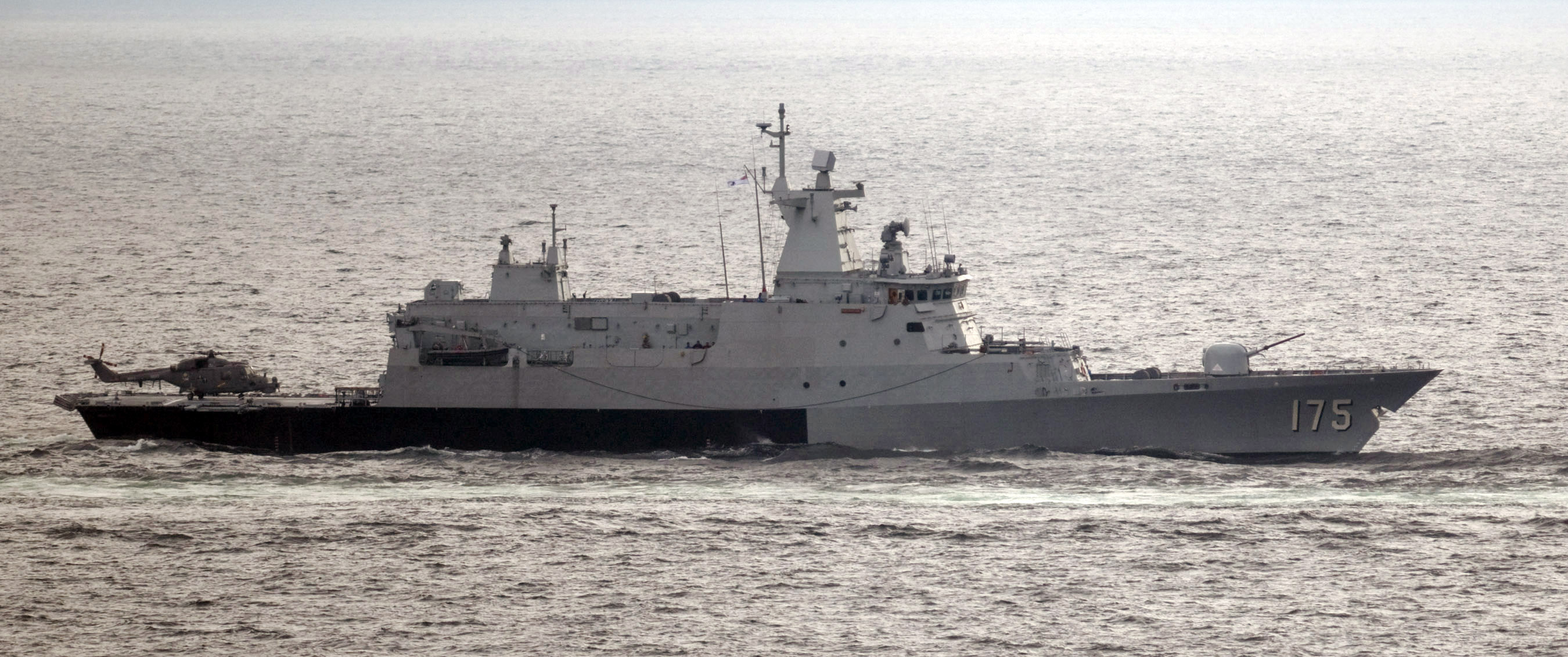
Oceánská hlídková loď Kelantan (F175) třídy Kedah

- MEKO 100 RMN – třída Kedah, Malajsijské královské námořnictvo[2]

### MEKO 200
- MEKO 200

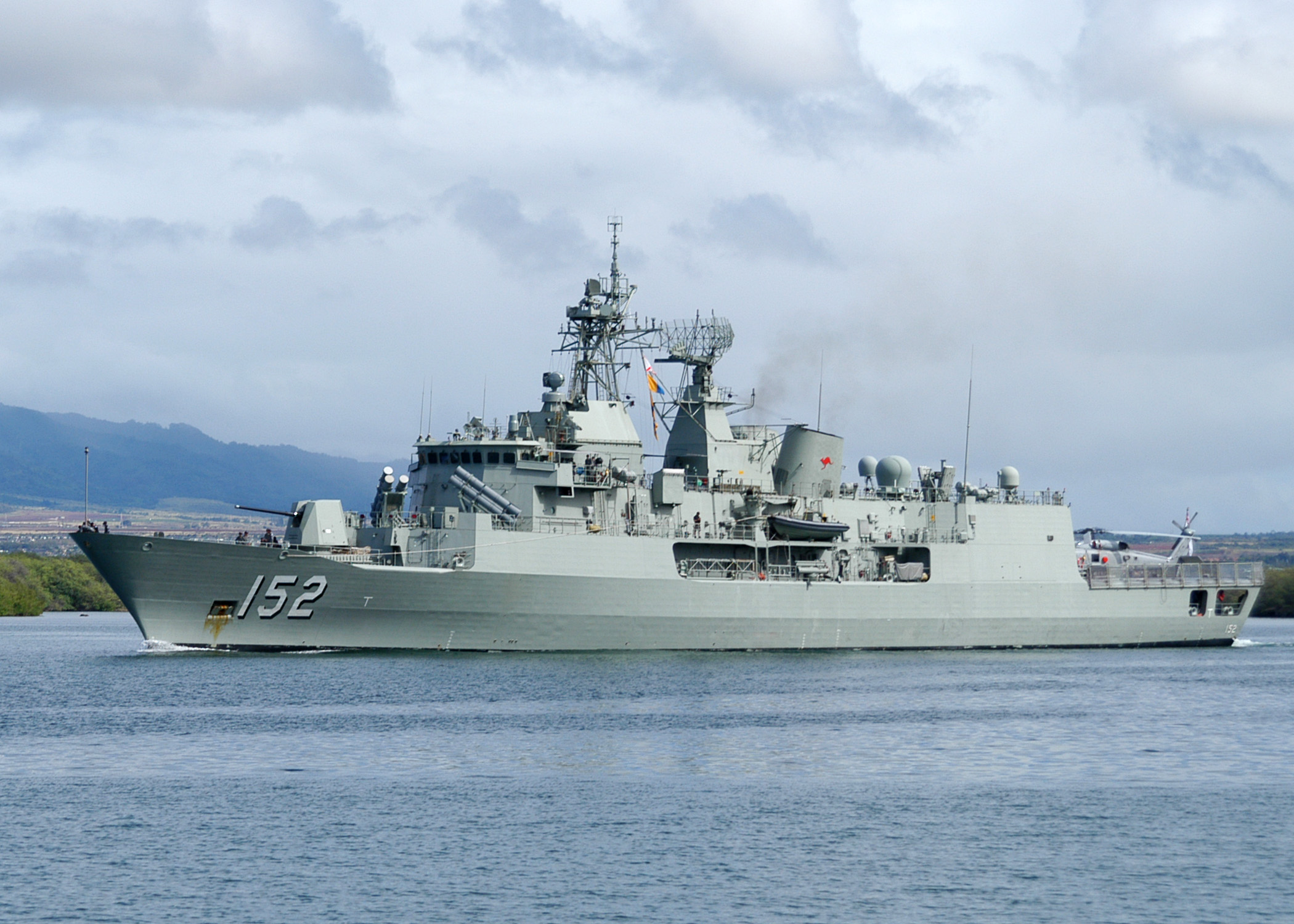
Australská fregata Warramunga (FFH-152) patřící ke třídě Anzac

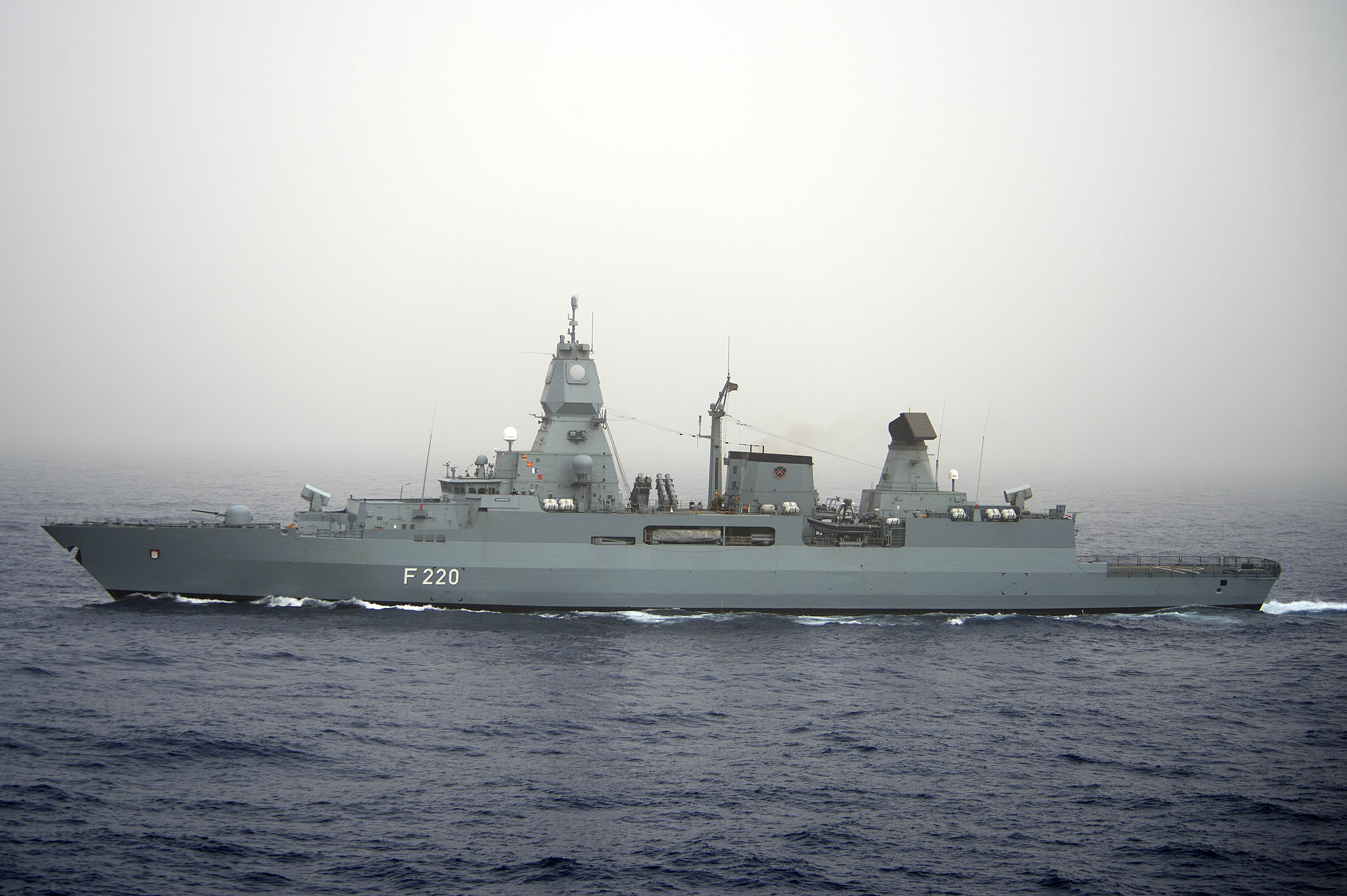
Fregata Hamburg (F220) třídy Sachsen

  - MEKO 200 TN – třída Yavuz, Turecké námořnictvo[3]
  - MEKO 200 TN II-A – třída Barbaros, Turecké námořnictvo[3]
  - MEKO 200 TN II-B – třída Salih Reis, Turecké námořnictvo[3]
  - MEKO 200 PN – třída Vasco da Gama, Portugalské námořnictvo[4]
  - MEKO 200 HN – třída Hydra, Řecké námořnictvo[5]
  - MEKO 200 ANZAC – třída Anzac, Australské námořnictvo + Novozélandské královské námořnictvo[6]

- F123
  - F123 – třída Brandenburg, Německé námořnictvo

- F124
  - F124 – třída Sachsen, Německé námořnictvo

### MEKO 360

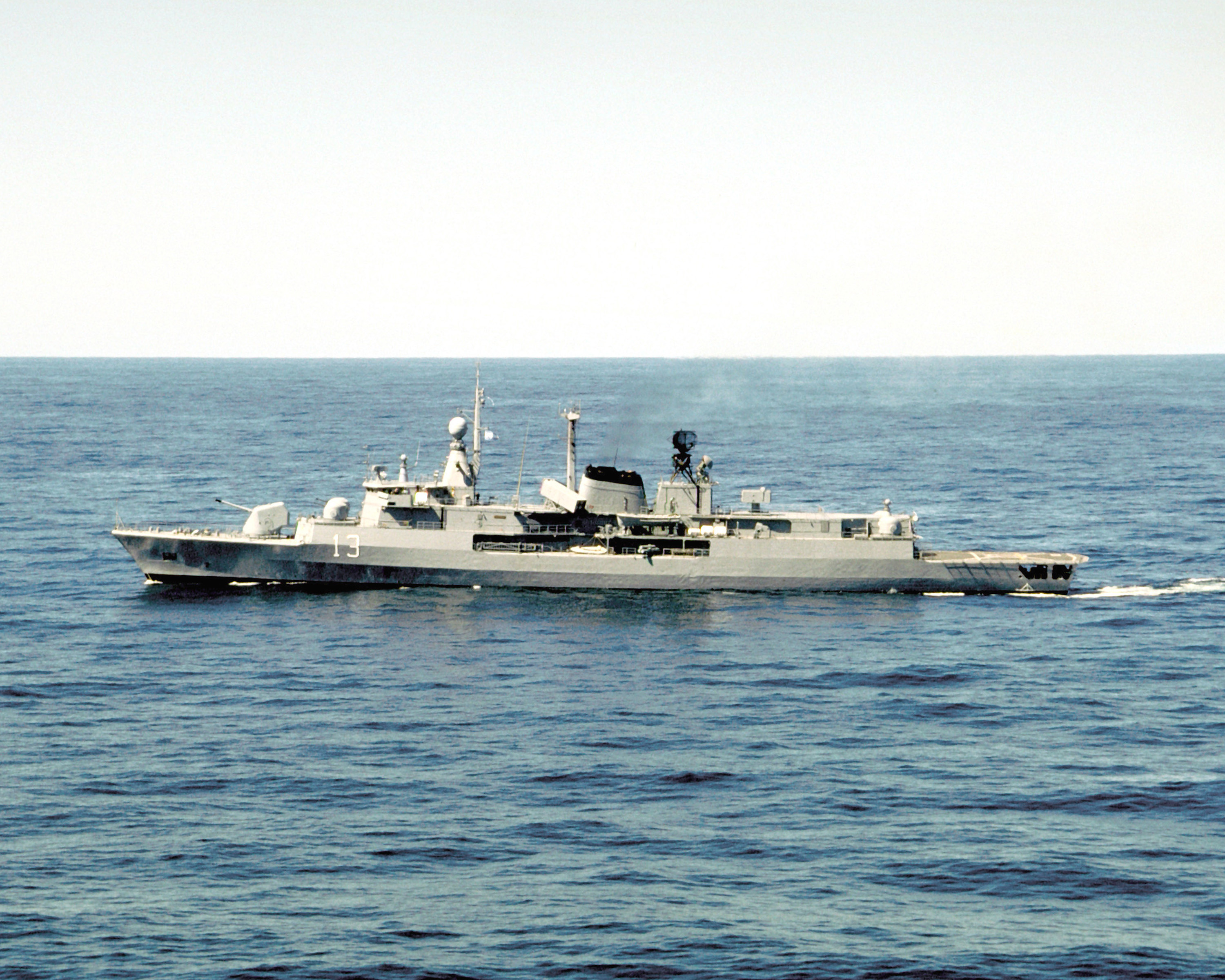
Argentinský torpédoborec Sarandi (D-13) třídy Almirante Brown

- MEKO 360 H1 – Aradu, Nigerijské námořnictvo
- MEKO 360 H2 – třída Almirante Brown, Argentinské námořnictvo

### MEKO A
- MEKO A-80

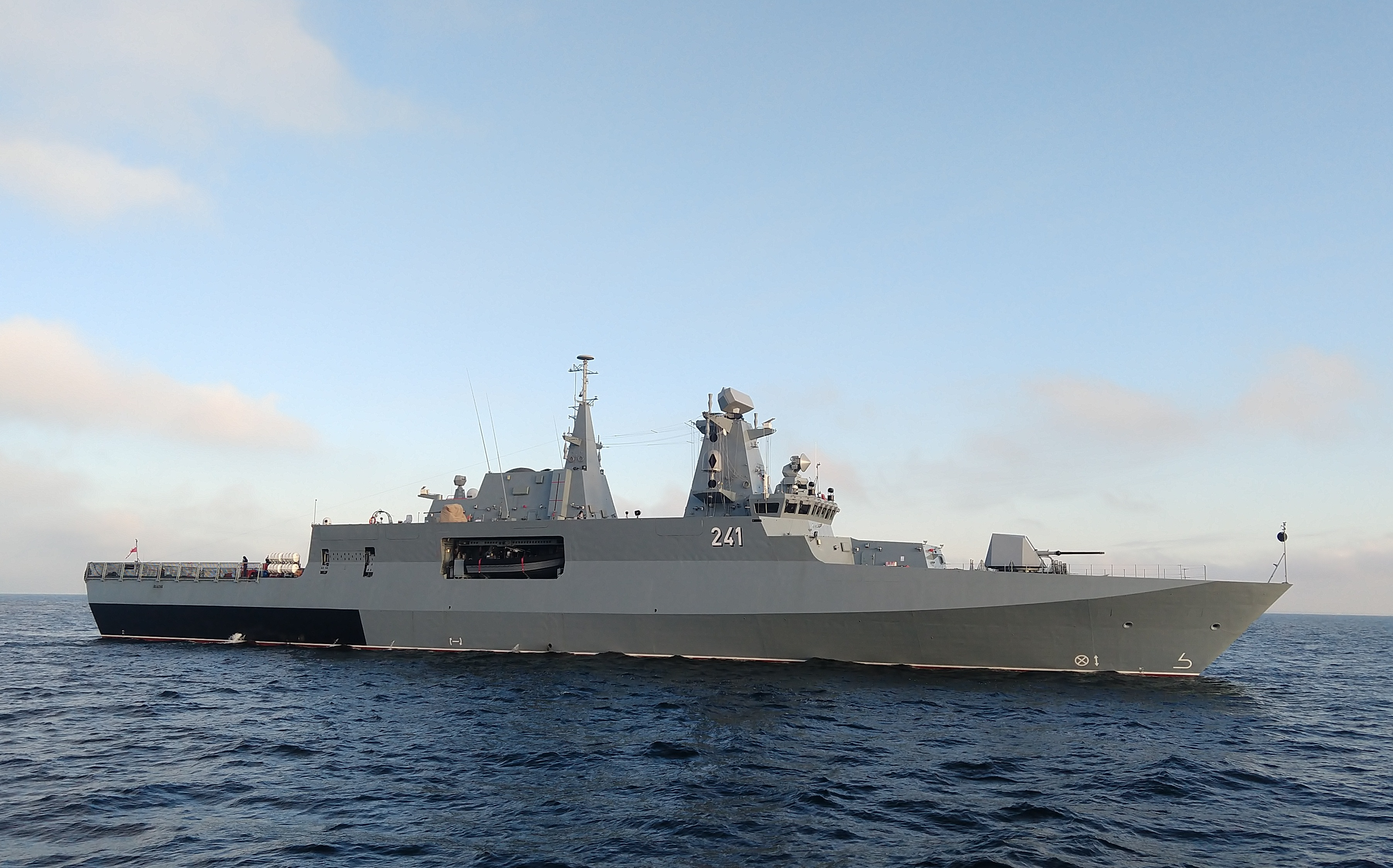
Oceánská hlídková loď ORP Ślązak (241) je jedinu dokončenou jednotkou polské třídy Gawron

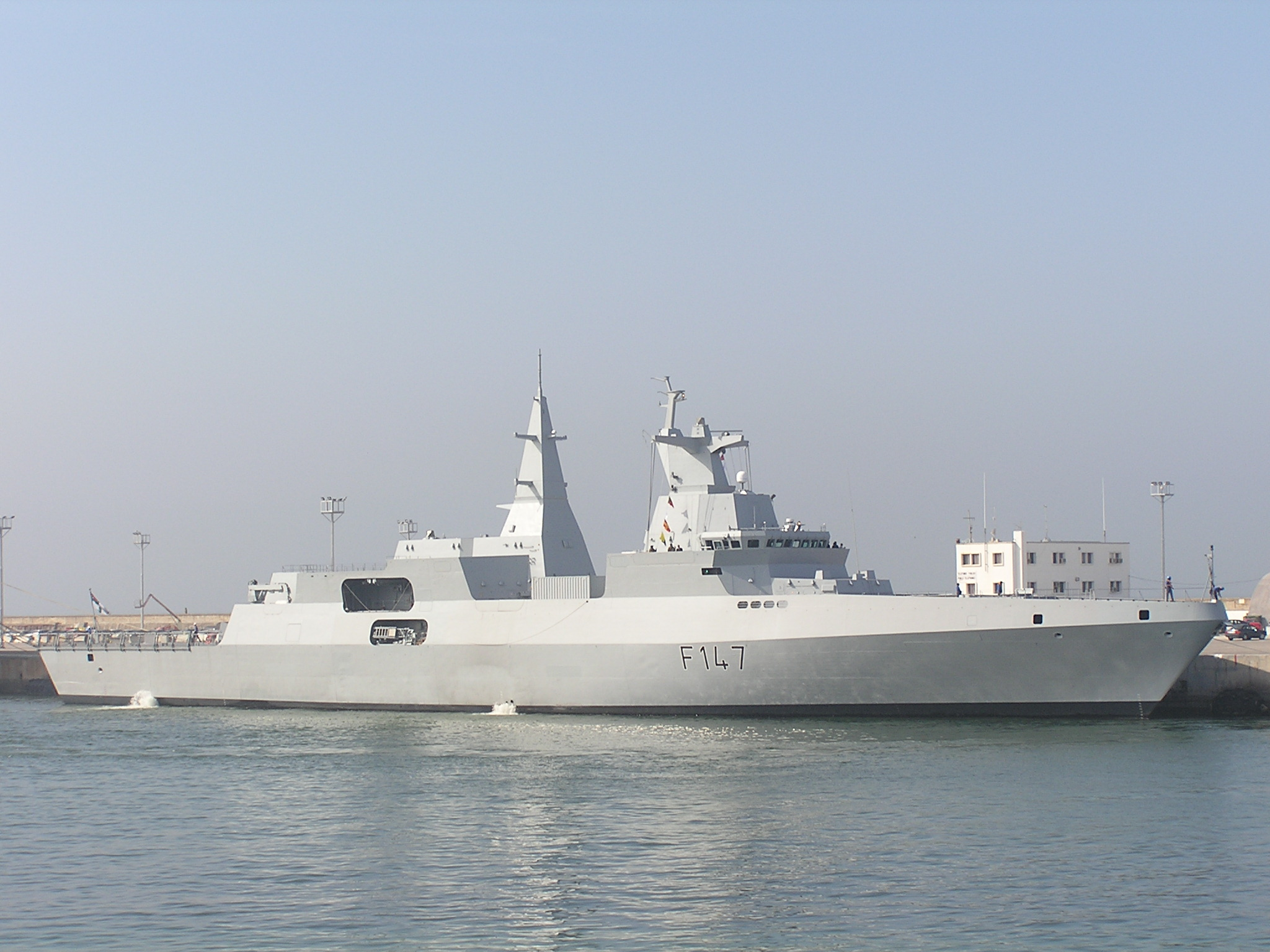
Fregata Spioenkop (F147) třídy Valour

  - Třída Sa'ar 6 – Izraelské vojenské námořnictvo

- MEKO A-100
  - MEKO A-100 – třída Gawron, Polské námořnictvo
  - K130 – třída Braunschweig, Německé námořnictvo[2]
  - MEKO A-100MB – třída Tamandaré, Brazilské námořnictvo

- MEKO 140
  - MEKO 140 A16 – třída Espora, Argentinské námořnictvo[2]

- MEKO A-200
  - MEKO A-200SAN – třída Valour, Jihoafrické námořnictvo[2]
  - MEKO A-200AN – třída Erradii, Alžírské námořnictvo
  - MEKO A-200EN – třída Al-Aziz, Egyptské námořnictvo

- MEKO A-210

- MEKO A-300

### MEKO CSL
- MEKO CSL – varianta neobjednána

### MEKO D

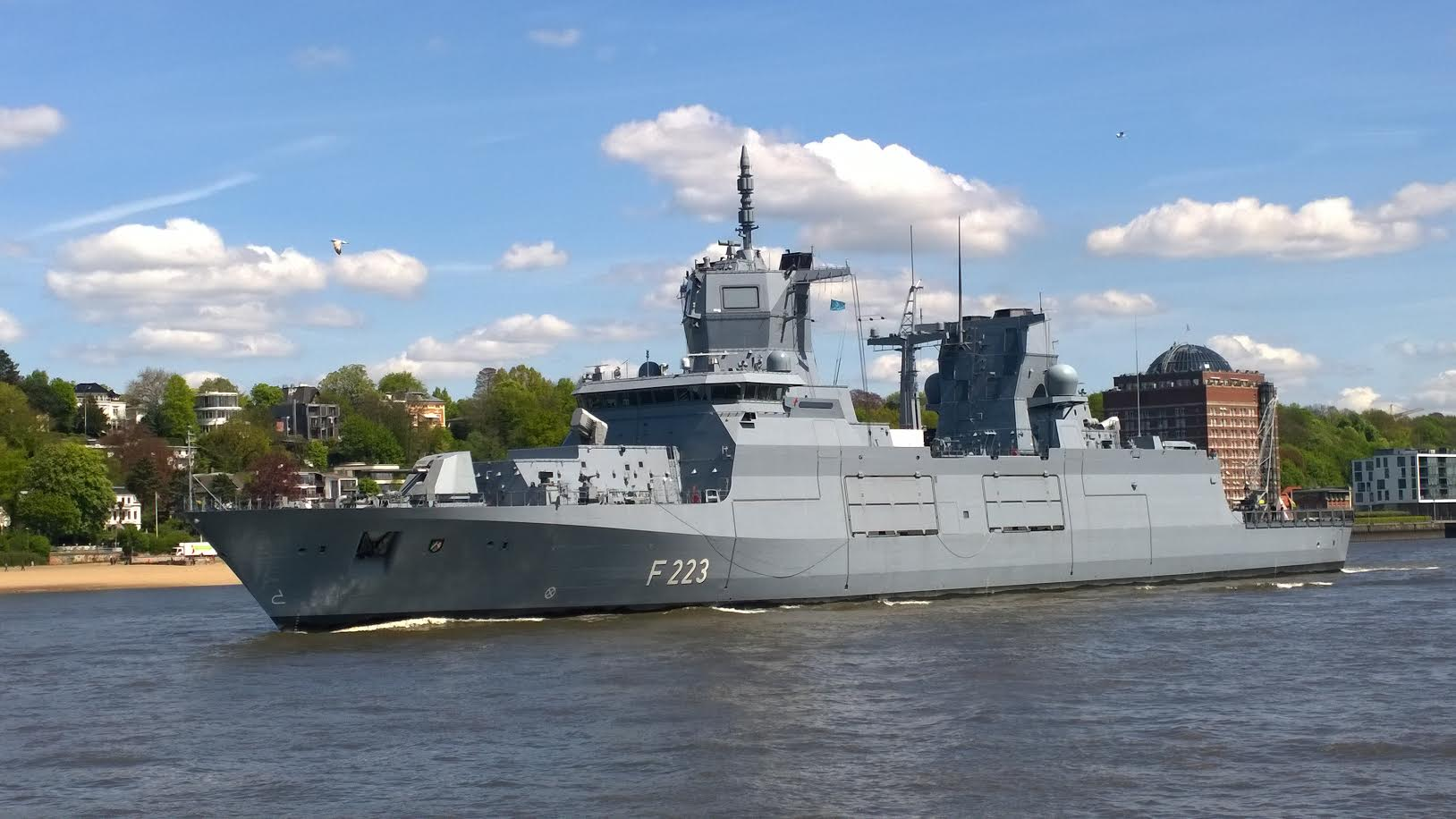
Fregata Nordrhein-Westfalen (F223) třídy Baden-Württemberg

- F125 – třída Baden-Württemberg, Německé námořnictvo